# Павле Джуричич
Павле Джуричич (9 липня 1909 року — квітень 1945 року) — чорногорський серб, офіцер Королівської югославської армії, який очолював частину четників у Чорногорії під час Другої світової війни.

## Біографія
Павле Джуричич народився 9 липня 1909 року в Подгориці, князівство Чорногорія, там виховувався до смерті свого батька Ілії.  Згідно з деякими джерелами, він народився в 1907 році.   Після смерті батька він переїхав до Беране. Джуричич навчався в педагогічному коледжі в Беране майже два роки. 
У 1927 році вступив до Військової академії; отримав звання піхотного поручника в Королівській югославській армії у 1930 році. Розпочав службу в Сараєво в 10-му піхотному Таковському полку і відвідував школу піхотних офіцерів. Джуричич залишався в Сараєво до 1934 року, коли його перевели до Беране, де служив спочатку командиром взводу, а потім командиром 1-ї роти 48-го піхотного полку.  У нього була дочка на ім'я Ліляна, яка народилася в 1937 році, але померла в 1943 році 
7 квітня 1939 року роту Джуричича було відправлено в Плав поблизу албанського кордону для збору розвідданих. Він встановив контакт з особами в італійському протектораті Албанії та отримав розвідувальні дані. Контакти Джуричича, встановлені в цей період, стануть важливими через кілька років.  Син Джуричича Ілія народився в 1940 році 

## Друга Світова війна
У квітні 1941 року Німеччина, Італія та Угорщина вторглися в Югославію та окупували її. Чорногорці мали нарікання на анексію Італією важливої продовольчої території в Косово та заводу з виробництва солі в Улцині до Албанії, а також на економічну шкоду, завдану багатьом чорногорцям тимчасовим вилученням з обігу югославських банкнот номіналом 500 динарів і вище. До моменту вторгнення Джуричич отримав звання капітана першого класу 

#### Повстання в Чорногорії
У середині липня 1941 року Комуністична партія Югославії в окупованій Італією Чорногорії почали загальне повстання проти італ. Коли почалося повстання, Джуричич приєднався до комітету, який був організований для керівництва військовими операціями в районі Беране.  Він був одним із головних командирів під час народного повстання проти італійців у Чорногорії в липні 1941 року. Згодом співпрацював з італійцями в діях проти очолюваних комуністами югославських партизанів. У 1943 році його війська вчинили кілька масових вбивств проти мусульманського населення Боснії, Герцеговини та Санджаку, з січня по березень було вбито приблизно 10 000 людей. Потім очолював війська під час наступупроти партизан Кейс Уайт разом з італійськими військами. У травні 1943 року Джуричич потрапив у німецький полон, утік і був знову схоплений.
На першому етапі повстання повстанці захопили контроль над невеликими містами та селами. Джуричич воював разом з комуністичними повстанцями  і керував успішною атакою на Беране. Під час найзапекліших боїв він відзначився   і став одним із головних командирів повстання.  Після майже двох днів боїв за взяття Беране він брав участь у переговорах про капітуляцію вцілілих італійських військ.
У жовтні 1941 року Михайлович призначив Джуричича командувачем усіх регулярних і резервних військ у центральній і східній Чорногорії та частинах Санджаку. 

#### Співпраця з італійцями проти партизанів у Чорногорії

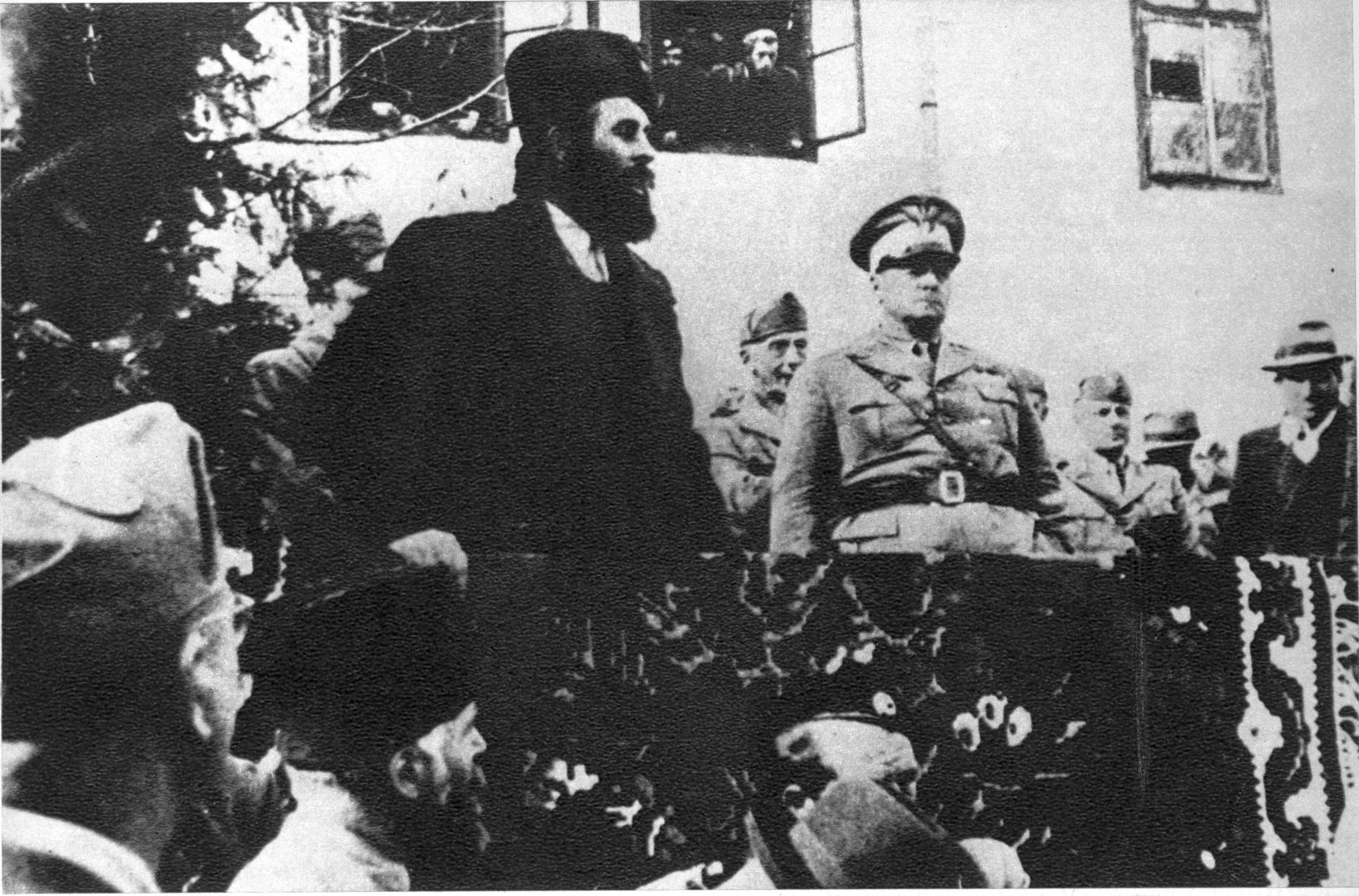
Джуричішич виступає з промовою перед четниками в присутності генерала Пірціо Біролі, італійського губернатора Чорногорії

У січні 1942 року Джуричич зустрівся з представниками Generale di brigata (бригадного генерала) Сільвіо Бонін. Брат Джуричича Васо відповідав за зв'язок з італійською дивізією і був розміщений у їхньому штабі в Беране. На цій зустрічі Джуричичу було надано свободу дій проти партизанів у зоні відповідальності дивізії.
До кінця лютого 1943 року четники Джуричича чинили опір спробам партизанів просунутися на схід від річки Неретва.   Після битви на Неретві, під час якої партизани змусили форсувати річку проти невпинної четницької опозиції, загін Джуричича, що налічував приблизно 2000 бійців, відступив до Калиновика, де був «дуже розбитий». Відступаючи далі до річки Дріна, Джурич ич зібрав близько 4500 боснійських і чорногорських четників.
На початку травня 1943 року німці увійшли до Санджаку та східної Чорногорії. Джуричич відійшов до Колашина з приблизно 500 бійцями та об'єднався з силами сербських четників під командуванням Драгутіна Кесеровича. 
10 травня 1943 року оберстлейтенант Гайнц, командир 4-го полку дивізії «Бранденбург», зустрівся з Джуричичем у Колашині з наміром залучити його для допомоги німцям у боротьбі з партизанами. Джуричич сказав, що Михайлович був відволіканий пропагандою і був завищений, і описав його як «нестабільного фантазера, який блукає по країні». 
14 травня 1943 року передовий загін німецької 1-ї гірської дивізії увійшов у Колашин і захопив Джуричича. Джуричич і четники не чинили опору захопленню і втрат не було. Його відвезли на автомобілі з маркуванням Червоного Хреста;  потім його перевезли з Берани до табору для військовополонених у Стрию на Львівщині в Галичині, яка була частиною німецької окупаційної зони Генерал-губернаторства. Через три місяці він утік і був знову схоплений владою сербського маріонеткового уряду в жовтні 1943 року під час спроби перетнути Дунай біля Панчево. Його передали німцям і утримували у в'язниці гестапо в Белграді.   
У лютому 1944 року Недіч направив 2-й батальйон 5-го полку SDK до Чорногорії, щоб доповнити сили Джуричича.  У першій половині 1944 року німці в Чорногорії та Санджаку організували наступ проти партизанів, в основному спираючись на сили під командуванням Лашича та Джуричича. Через слабкість власних сил німці зробили свій внесок, керуючи та постачаючи задіяні війська та забезпечуючи менші мобільні бронетехнічні підрозділи важким озброєнням.
Коли в березні 1944 року партизанські 2-а пролетарська і 5-та крайова дивізії просунулися до Сербії, партизанські сили на півночі Чорногорії та Санджаку були скорочені до 37-ї санджацької дивізії. Щоб використати цю слабкість, Джуричич запропонував німцям почати наступальну операцію. Сили Джурішича захопили Беране 17 квітня, але 37-ма санджакська дивізія зупинила наступаючі сили на лінії річки Тара біля Мойковаца.
Джуричич залишався в Чорногорії до кінця операції «Рюбезаль» наприкінці серпня 1944 року, після чого повернувся до Санджаку.
У 1944 році він створив Чорногорський добровольчий корпус за сприяння німців, лідера сербського маріонеткового уряду Мілана Недіча та лідера фашистського Югославського національного руху Дімітріє Льотича. Наприкінці 1944 року німецький командувач у Чорногорії нагородив його Залізним хрестом 2-го ступеня. Джурічич був убитий після битви на полі Лієвче.
11 жовтня 1944 року німецький уповноважений генерал у Чорногорії, нагородив Джуричича Залізним хрестом (2-го ступеня) від імені фюрера та німецького верховного командування за боротьбу проти партизанів. 